# Giro d'Italia de 1978
Giro d'Italia 1978 foi a sexagésima-primeira edição da prova ciclística Giro d'Italia (Corsa Rosa), realizada entre os dias 20 de maio e 10 de junho de 1978.
A competição foi realizada em 20 etapas com um total de 3610,5 km. O vencedor foi o ciclista belga Johan de Muynck. Largaram 130 ciclistas, e o vencedor concluiu a prova com a velocidade média de 35,563 km/h.